# Хоросток
Хоросто́к — село в Україні, в Ганнопільській сільській громаді Шепетівського району Хмельницької області. Населення становить 454 особи.
На кінець 19 століття нараховувалось 73 будинки та 519 мешканців.
Протягом існування належало Острозьким, Яболоновським, Потоцьким.

## Географія
Село розташоване на заході Славутського району, на відстані 1,5 км від автошляху Т 1804 Корець-Славута-Антоніни та 18 км від м.Славута.
Відстань до залізничної станції Славута становить 14 км. Через село протікає невеличка річка  Корчик  права притока Жарихи (басейн Прип'яті)
Сусідні населені пункти:

## Символіка
Затверджена 24 грудня 2019р. рішенням №10-47/2019 XLVII сесії сільської ради VII скликання. Автори - В.М.Напиткін, К.М.Богатов, М.І.Медведюк.

### Герб
На золотому щиті червоне вістря, обтяжене золотою шестипроменевою зіркою, супроводжуваною вгорі срібною половиною дуги, завершеної стрілою, внизу золотим півмісяцем в балку ріжками догори. В золотих частинах по червоному колоску в стовп. Щит вписаний у декоративний картуш і увінчаний золотою сільською короною. Унизу картуша напис "ХОРОСТОК".
Три частини герба – символ першої згадки про село, в якому було три господарства. Зірка з дугою і півмісяцем – родовий герб князів Острозьких, яким належало село. Колоски – символ сільського господарства.

### Прапор
В жовтому квадратному полотнищі від нижніх кутів до середини верхнього пруга виходить червоний трикутник, на якому жовта шестипроменева зірка, супроводжувана вгорі білою половиною дуги, завершеної стрілою, внизу жовтим горизонтальним півмісяцем ріжками догори. На жовтих частинах по червоному вертикальному колоску.

## Історія
Назва Хоросток (інші назви Корост, Хоростів, Коростова,  Chorostek (пол.)) відоме з 1583 року. Маленьке поселення з назвою Корост з усього трьома обійстями становило частинку Острозької волості — адміністративно-господарського комплексу, що належав князю Василю-Костянтину Острозькому. Етимологічний словник української мови  тлумачить термін «корост» із наголосом на першому складі як коріння на полі, а коростувате поле — поле, на якому багато всякого коріння. Вчені вбачають у цьому слові поєднання двох лексем — корінь і хворост (хмиз) .
- 1662 року в переписі поселень і дворів, складеному у зв’язку зі збором подимового податку, зазначено:

| … в Убельці, Івашковій Вульці, в Головлю, в Коростні і Понорах пустиня…[3] |
7 (20) листопада 1917 року, відповідно до Третього Універсалу Української Центральної Ради, увійшло до складу Української Народної Республіки.
12 червня 2020 року, відповідно до розпорядження Кабінету Міністрів України № 727-р «Про визначення адміністративних центрів та затвердження територій територіальних громад Хмельницької області», увійшло до складу Ганнопільської сільської територіальної громади
19 липня 2020 року, в результаті адміністративно-територіальної реформи та ліквідації Славутського району, село увійшло до складу новоутвореного Шепетівського району.

## Населення
Згідно з переписом УРСР 1989 року чисельність наявного населення села становила 568 осіб, з яких 251 чоловік та 317 жінок.
За переписом населення України 2001 року в селі мешкало 448 осіб.

### Мова
Розподіл населення за рідною мовою за даними перепису 2001 року:
| Мова       | Відсоток |
| ---------- | -------- |
| українська | 99,34 %  |
| російська  | 0,44 %   |
| білоруська | 0,22 %   |

## Мовний склад населення
Згідно з переписом населення 2001 року українську мову назвали рідною 99,34% мешканців села.

## Відомі люди
- Мачківський  Микола Антонович (*1942) - поет, журналіст, член Спілки письменників України. Автор збірок “В житах” (1974), “Червоний рушник” (1979), “Живий дощ” (1983), “Зав'язь доброти” (1986), «Сорокодуби» (1994) та інших.[10]

## Галерея

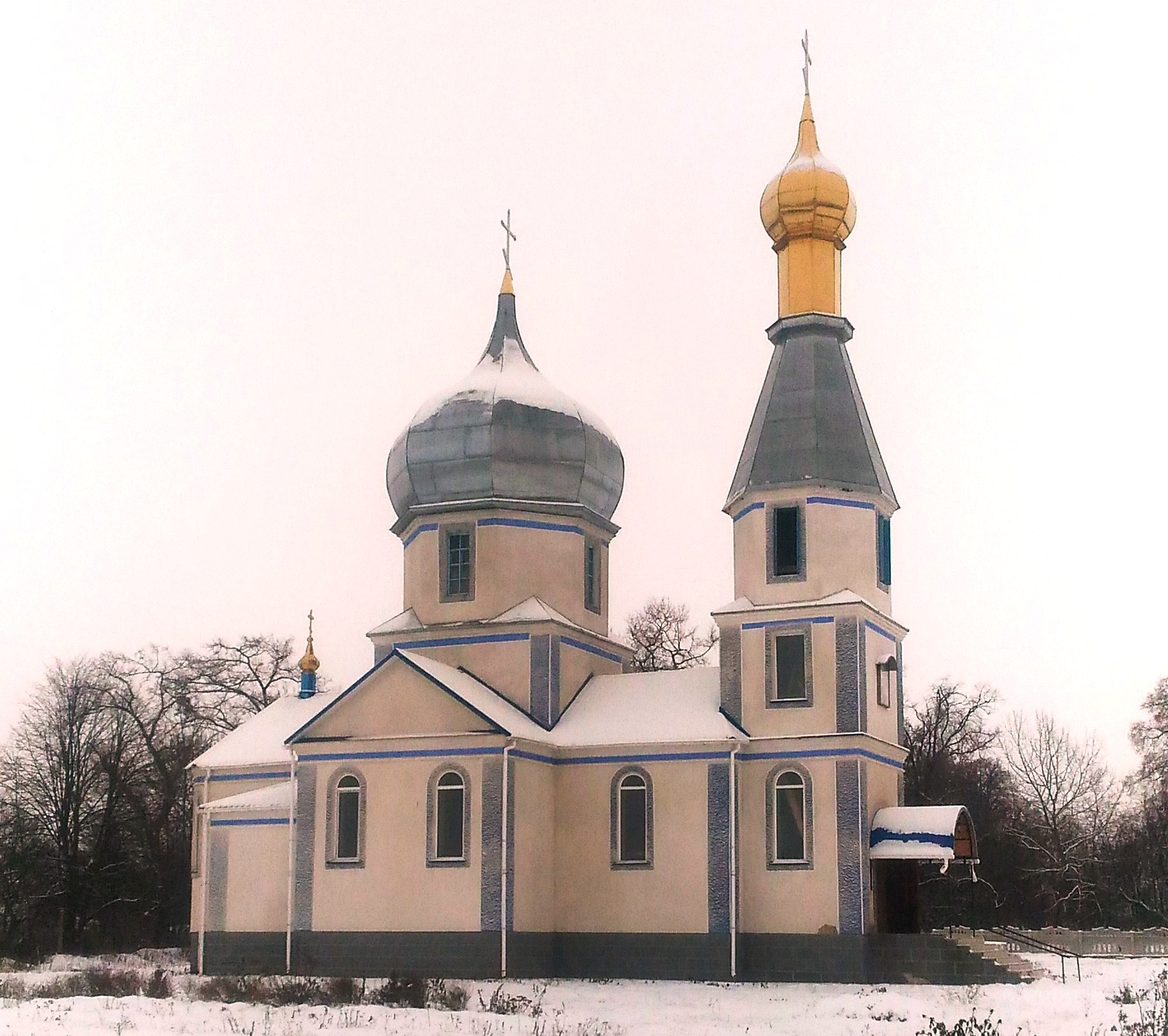
Сільська церква
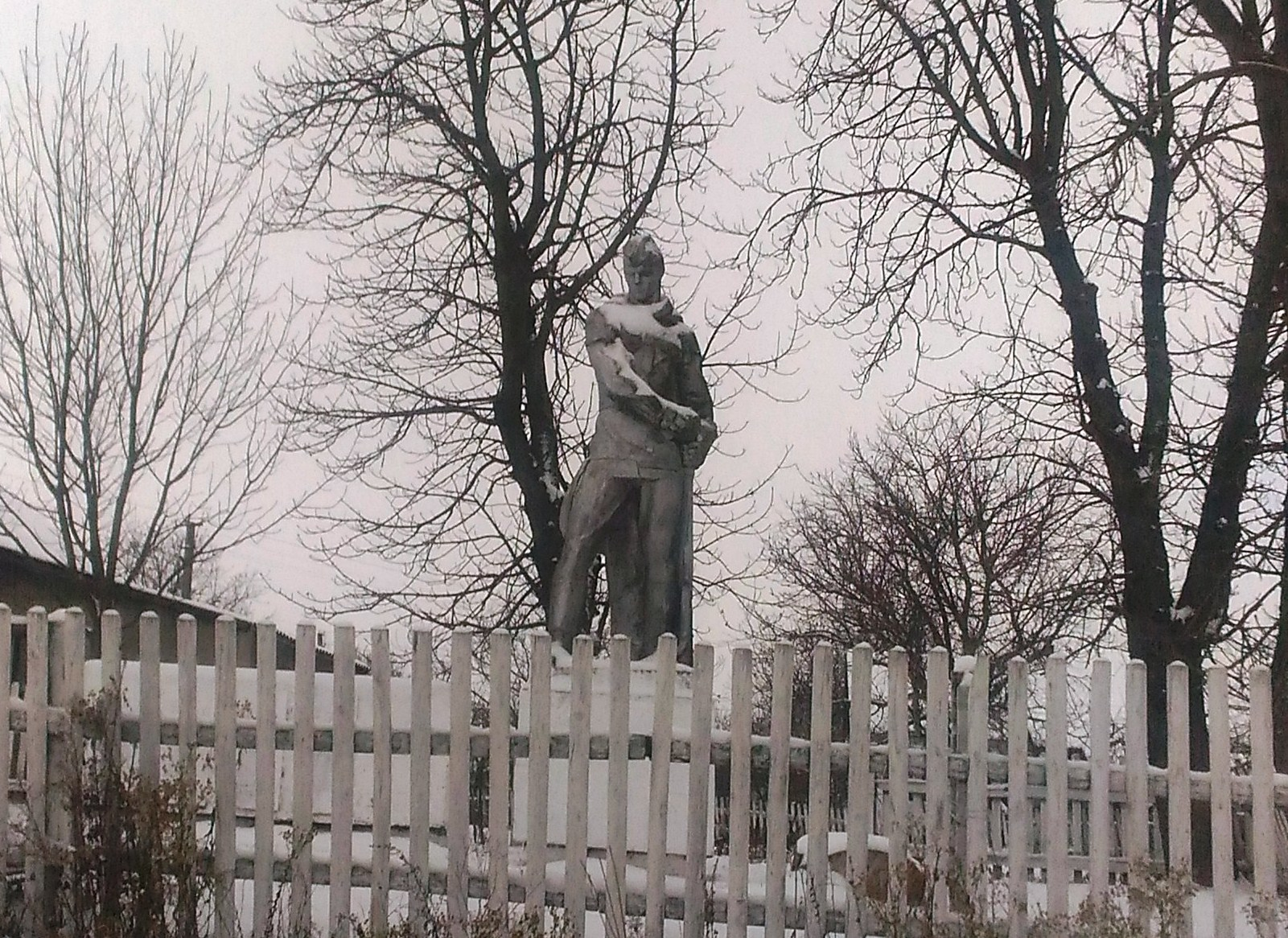
Пам'ятник загиблим односельчанам у Німецько-радянській війні